# Kråmyra Stadion
Kråmyra Stadion – nieistniejący już stadion piłkarski w Ålesund, w Norwegii. Mógł pomieścić 9000 widzów. W latach 1977–2004 swoje spotkania rozgrywali na nim piłkarze Aalesunds FK.
Prace nad budową boiska rozpoczęły się w 1946 roku, ale obiekt był gotowy jako boisko treningowe dla klubu Aalesunds FK dopiero w 1955 roku. Klub zaczął rozgrywać na nim swoje spotkania dopiero w 1977 roku. Wcześniej, od 1948 roku zespół występował na stadionie Aksla, a jeszcze dawniej (w latach 1915–1948) na boisku Nørvebana. W 2002 roku drużyna wywalczyła historyczny awans do Tippeligaen. Premierowy sezon w najwyższej klasie rozgrywkowej zakończył się jednak spadkiem. Jednak już rok później drużyna ponownie wywalczyła awans. Tymczasem w 2003 roku ruszyły prace nad budową nowego stadionu klubowego, który gotowy był na sezon 2005. Ostatnim spotkaniem, jaki rozegrano na Kråmyra Stadion był mecz ligowy z Kongsvinger IL 24 października 2004 roku. Mająca już zapewniony awans drużyna gospodarzy wygrała 3:1. Stadion następnie pozostał opuszczony, w 2006 roku teren sprzedano, a w latach 2015–2017 wybudowano na jego miejscu osiedle mieszkaniowe. Interesującym elementem stadionu było strome zbocze naprzeciwko głównej trybuny, na którym często bardzo licznie gromadzili się kibice.